# Nilgirigoudlijster
De Nilgirigoudlijster (Zoothera neilgherriensis) is een zangvogel uit de familie Turdidae (lijsters).

## Verspreiding en leefgebied
Deze soort is endemisch in zuidwestelijk India.